# Brzeźno Człuchowskie
Brzeźno Człuchowskie – przystanek osobowy w Brzeźnie w Polsce, w województwie pomorskim, w powiecie człuchowskim, w gminie Człuchów.

## Ruch pasażerski
| Rok  | Wymiana pasażerska na dobę |
| ---- | -------------------------- |
| 2017 | 0-9                        |
| 2022 | 0-9                        |